# Двоволосник різнонаправлений
Двоволосник різнонаправлений (Ditrichum heteromallum) — вид мохів порядку дикранальних (Dicranales).

## Поширення
Батьківщиною є Європа, Північна Америка, Північна Америка, Азія.
Населяє ґрунт; від 50 до 1500 м і вище.

## Характеристика
Рослини в пухких або щільних пучках, жовтувато-зелені. Стебла до 1 см, прості, рідко гіллясті. Листки 1.5–3 мм, прямовисно-розпростерті, іноді злегка загострені, від яйцюватої до довгастої основи, поступово звужуються; краї площинні, 1-шаруваті проксимально, 2-шаруваті в середній і дистальній частинах. Вид дводомний. Коробочкові ніжки червонувато-бурі, 1–2.5 мм. Коробочка прямовисна, червонувато-коричнева, від довгастої до циліндричної, симетрична, 0.5–1.5 мм. Спори 10–15 мкм, дрібнососочкові. Коробочки дозрівають влітку (червень — серпень).